# Агатон, Ерванд
Ерванд Агатон (арм. Երվանդ Աղաթոն; 1860—1935) — выдающийся армянский политический деятель, агроном, издатель, писатель, один из членов-основателей Всеармянского Благотворительного Союза (AGBU). Сын Григория Агатона.

## Жизнь
Эдварт родился в Стамбуле, учился сначала в местной начальной школе Нерсисян, потом в колледже Нубар-Шахназарян. Затем он продолжил своё образование в престижном колледже Роберта. В 1877 году он был отправлен в Париж, чтобы учиться в сельскохозяйственном колледже Григнон, после окончания школы, он вернулся в Стамбул. После Хамидийской резни он бежал из Османской империи и продолжал своё образование в Париже. Оттуда он отправился в Болгарию, а затем в Египет, где в 1920-х годах написал несколько книг. Он писал Hayastani Verashinutyune (Восстановление Армении) (1924), «пожертвования и завещания» (1925), «Armenia in a village of farmers exemplar program»(Англ.) (1925), "AGBU рождения и история «и др., а в 1931 году он опубликовал свои мемуары.

## Работы
- 1924 — Հայաստանի վերաշինությունը (Hayastani verašinut’yunë; «Het herstel van Armenië»)
- 1925 — Նվիրատվություն և կտակ» (Nviratvut’yun ew ktak; «Donaties en testament»)
- 1925 — Հայաստանի մեջ հայ հողագործներու տիպար գյուղի մը ծրագիրը (Hayastani meǰ haj hoġagorçmeru aipar gyuġi më çragirë; «Voorbeelddorp van Armeense boeren in Armenië: een programma»)
- … — Բարեգործականի ծնունդն ու պատմությունը (Baregorçakani çnundn u patmut’yunë; «Geboorte en geschiedenis van de AGBU»)
- 1931 — «Կյանքիս հիշատակները» (Kyank’is hišataknerë; «Mijn herinneringen»)